# Halterofilismo nos Jogos Paralímpicos de Verão de 2012 - Até 82,5 kg feminino
A disputa da categoria até 82,5 kg feminino foi realizada no dia 4 de setembro no Complexo ExCel, em Londres.

## Medalhistas
| Ouro   | NGR Loveline Obiji |
| Prata  | EGY Randa Mahmoud  |
| Bronze | CHN Xu Yanmei      |

## Formato de competição
Cada atleta tem 3 tentativas para efetuar um movimento válido. Uma quarta tentativa será permitida apenas se a atleta tiver a intenção de quebrar um recorde mundial ou paralímpico, no entanto, essa quarta tentativa não contará para o resultado final. Se houver empate entre duas ou mais atletas, prevalecerá aquela que tiver a menor massa corporal.

## Recordes
| Recorde mundial     | 155,0 kg | EGY Heba Ahmed | Pequim, China | 14 de setembro de 2008 |
| Recorde paralímpico | 155,0 kg | EGY Heba Ahmed | Pequim, China | 14 de setembro de 2008 |

Nenhum recorde foi quebrado nesta competição.

## Resultados
| Pos.   | Atleta                         | Massa corporal (kg) | Tentativas (kg) | Tentativas (kg) | Tentativas (kg) | Tentativas (kg) | Resultado (kg) |
| Pos.   | Atleta                         | Massa corporal (kg) | 1               | 2               | 3               | 4               | Resultado (kg) |
| ------ | ------------------------------ | ------------------- | --------------- | --------------- | --------------- | --------------- | -------------- |
| Ouro   | NGR Loveline Obiji             | 81,03               | 145,0           | 149,0           | 149,0           | –               | 145,0          |
| Prata  | EGY Randa Mahmoud              | 80,95               | 135,0           | 140,0           | 145,0           | –               | 140,0          |
| Bronze | CHN Xu Yanmei                  | 75,33               | 120,0           | 125,0           | 129,0           | –               | 129,0          |
| 4      | MEX Catalina Díaz Vilchis      | 78,28               | 115,0           | 122,0           | 128,0           | –               | 128,0          |
| 5      | RUS Tatiana Smirnova           | 80,70               | 108,0           | 112,0           | 116,0           | –               | 112,0          |
| 6      | BRA Márcia Cristina Menezes    | 80,73               | 110,0           | 115,0           | 116,0           | –               | 110,0          |
| 7      | IRQ Huda Ali                   | 81,72               | 108,0           | 108,0           | 113,0           | –               | 108,0          |
| 8      | MAS Sharifah Raudzah Syed Akil | 81,30               | 95,0            | 97,0            | 97,0            | –               | 97,0           |

Legenda
| Recorde mundial      | Recorde mundial (World record)               |                       | Recorde africano                      | Recorde africano (African) |                                           | Q | Classificado por posição (Qualified) |
| Recorde paralímpico  | Recorde paralímpico (Paralympic record)      | Recorde da América    | Recorde da América (Americas)         | q                          | Classificado por melhor tempo (Qualified) |   |                                      |
| Melhor marca do ano  | Melhor marca do ano (World leading)          | Recorde asiático      | Recorde asiático (Asian)              | DNS                        | Não largou (Did not start)                |   |                                      |
| Recorde nacional     | Recorde nacional (National record)           | Recorde europeu       | Recorde europeu (European)            | DNF                        | Não terminou (Did not finish)             |   |                                      |
| Recorde pessoal      | Recorde pessoal do atleta (Personal best)    | Recorde da Oceania    | Recorde da Oceania (Oceania)          | DSQ / DQ                   | Desclassificado (Disqualified)            |   |                                      |
| Recorde da temporada | Recorde da temporada do atleta (Season best) | Recorde sul-americano | Recorde sul-americano (South America) | NM                         | Sem marca (No mark)                       |   |                                      |